# Sinfonia

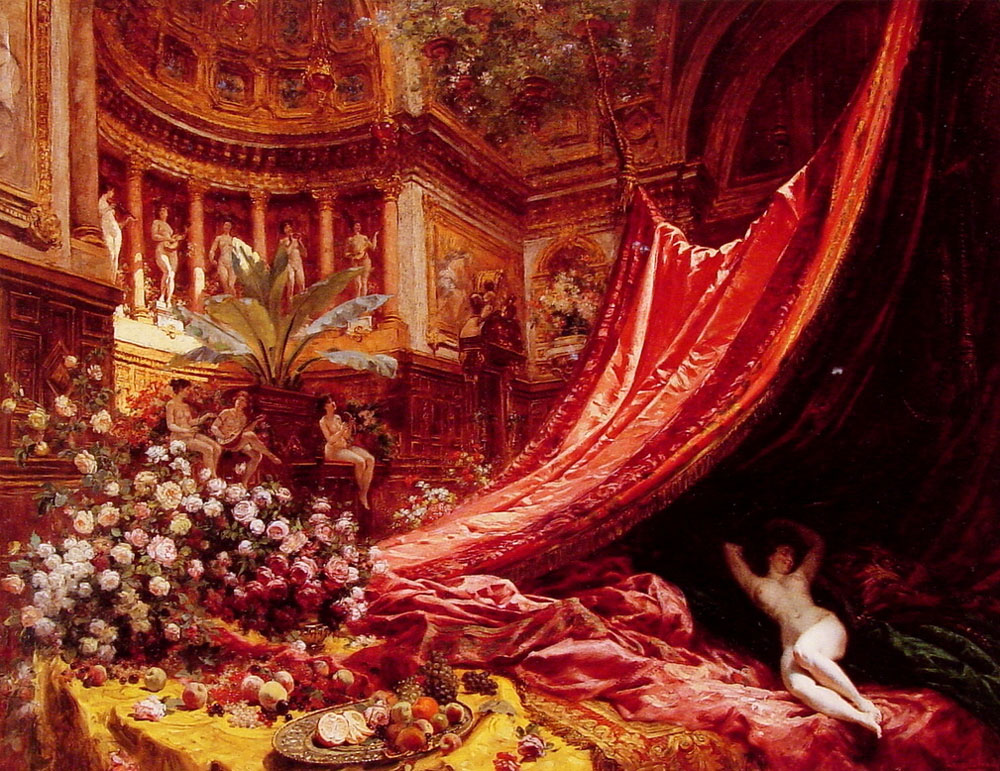
Sinfonia in Rosso e Oro, dipinto di Jean Béraud, 1895, collezione privata

Il termine sinfonia (dal greco συμφωνία, «suono») ha avuto, nella storia della musica, vari significati; in particolare ha indicato diverse forme musicali.
L'accezione più comune della parola deriva dall'uso tardo settecentesco del classicismo viennese e della scuola di Mannheim, secondo il quale la Sinfonia è un brano orchestrale composto di più movimenti, di proporzioni abbastanza ampie e articolati secondo procedimenti ben precisi. Si basa sulla cosiddetta forma-sonata, per cui la sinfonia può essere definita la «sonata per orchestra».

## Struttura
I movimenti della sinfonia classica sono generalmente quattro:
- un movimento Allegro, strutturato secondo la canonica forma-sonata, con un fondamentale bitematismo e la classica tripartizione esposizione-sviluppo-ripresa. Esso è spesso preceduto da una breve introduzione in tempo lento.
- un movimento lento, la cui struttura può variare; le forme più impiegate sono la Romanza, il tema e variazioni e il rondò, sebbene con Mozart inizino ad esserci esempi di forma-sonata (ad esempio nella Sinfonia K 551 Jupiter).
- un minuetto, in tempo moderato, che costituisce in genere il movimento più breve della sinfonia. A partire da Beethoven esso viene sempre più spesso sostituito da uno scherzo.
- un movimento rapido, in forma-sonata o di rondò.

Il primo e l'ultimo movimento sono quasi sempre nella stessa tonalità (che è per definizione quella dell'intera sinfonia), mentre per i movimenti centrali è presente una variabilità notevole; se la tonalità d'impianto è minore, il movimento lento e il minuetto sono molto spesso nel relativo maggiore, mentre se la sinfonia è basata sul modo maggiore essi sono di solito nella tonalità della dominante o della sottodominante.
Talvolta la sequenza tra i due movimenti centrali, tempo lento e scherzo, risulta invertita.
Le eccezioni a questo schema diventano sempre più frequenti a partire da Beethoven, ma esso rimane comunque un riferimento importante fino alla metà del XX secolo, come ci dimostrano Bruckner, Mahler, Prokofiev e Šostakovič.

## Strumentazione
L'orchestra classica, formata da archi, oboi e corni a coppie, viene arricchita, a partire dalle ultime opere di Haydn, con le trombe e i timpani (a tal proposito si prendano ad esempio le Sinfonie londinesi); egli utilizzò anche il clarinetto. Un'importante fonte di innovazioni timbriche viene apportata nei primi anni dell'Ottocento: strumenti come il corno inglese, il controfagotto, gli ottoni più gravi (i tromboni) sono integrati sempre più spesso nell'orchestrazione sinfonica a partire dal primo Ottocento. Beethoven ci ha lasciato il primo esempio di sinfonia con voci e cori (la celeberrima Nona Sinfonia, op. 125), che sarà seguito più volte nel corso della storia della musica.
Per fare un confronto, ecco la strumentazione completa di alcune opere:
- Centoduesima sinfonia di Haydn (1794): archi, 2 flauti, 2 oboi, 2 fagotti, 2 corni, 2 trombe e timpani.
- Settima sinfonia di Beethoven (1812): archi, 2 flauti, 2 oboi, 2 clarinetti, 2 fagotti, 2 corni, 2 trombe e timpani.
- Prima sinfonia di Brahms (1876): archi, 2 flauti, 2 oboi, 2 clarinetti, 2 fagotti, 1 controfagotto, 4 corni, 2 trombe, 3 tromboni e timpani.
- Sesta sinfonia di Mahler (1906): archi, 4 flauti, 4 oboi, 3 clarinetti, 1 clarinetto in mi bemolle, 1 clarinetto basso, 3 fagotti, 1 controfagotto, 8 corni, 6 trombe, 3 tromboni, 1 tuba, timpani, arpa, celesta, glockenspiel, xilofono, batteria.

Oltre alla varietà timbrica, anche il numero di elementi dell'orchestra sinfonica, in particolare nella sezione degli archi, si accresce rapidamente in epoca romantica, passando dalle poche decine delle sinfonie di Mozart e Haydn ai circa cento elementi dell'ultimo Beethoven, per giungere alle colossali orchestre previste dalle sinfonie tardoromantiche.

## Il ruolo della sinfonia
Il genere sinfonico è spesso il cuore della produzione artistica di un compositore del periodo classico-romantico. La diminuzione del numero di sinfonie (dalle centoquattro di Haydn e quarantuno di Mozart alle quindici di Šostakovič, dieci di Schubert e Mahler, nove di Beethoven, Bruckner e Dvořák, sette di Prokofiev, sei di Čajkovskij, cinque (più tredici sinfonie per archi) di Mendelssohn, quattro di Berlioz, Schumann e Brahms e due di Liszt, per fare qualche esempio), lascia intendere un aumento di rilevanza e un diverso impegno, da parte del compositore di epoca romantica, profuso nel genere. A partire almeno da Beethoven alla sinfonia è infatti associata quella dimensione "pubblica", quello sforzo comunicativo che di solito sono estranei alle opere da camera e per strumento solista.
A questa dimensione pubblica della sinfonia si deve il fatto che molte opere siano caratterizzate da un titolo, e siano immediatamente riconoscibili per un gran numero di ascoltatori. Ecco alcuni esempi, ma si tenga presente che i titoli sono spesso postumi, o comunque opera di critici ed editori musicali:
Haydn: il Mattino, il Mezzogiorno, la Sera, il Filosofo, Lamentatione, Mercurio, Echo, Tempesta di mare, Degli addii, Maria Teresa, il Fuoco, il Maestro di scuola, la Roxelane, la Caccia, la Regina, Oxford, il Miracolo, Alleluia, Col segnale del corno, la Sorpresa, il Distratto, l’Orso, la Gallina, l’Orologio, la Funebre, In nomine Domini, Londra, la Militare, Col rullo di timpani, la Passione. Mozart: Parigi, Haffner, Linz, Praga, Jupiter. Beethoven: Del Destino, Pastorale, Eroica, Corale. Berlioz: Fantastica, Aroldo in Italia, Funebre e trionfale, Romeo e Giulietta. Schumann: Primavera, Renana. Schubert: Tragica, la Piccola, la Grande, l’Incompiuta. Čajkovskij: Sogni d'Inverno, Piccola Russia, Polacca, Patetica. Liszt: Faust, Dante. Mendelssohn: Scozzese, Italiana, Riforma, Inno di Lode. Bruckner: Romantica. Dvořák: Le campane di Zlonice, Dal Nuovo Mondo. Mahler: Titano, Resurrezione, Tragica, Dei Mille. Vaughan Williams: A Sea Symphony, A London Symphony, Pastoral Symphony, Sinfonia antartica. Britten: Simple Symphony, Sinfonia da Requiem, Spring Symphony. Gorecki: Dei canti lamentosi. Prokofiev: Classica. Šostakovič: All'Ottobre, Al Primo Maggio, Leningrado, L'anno 1905, L'anno 1917, Babij Jar. Villa-Lobos: O Imprevisto, Ascenção, A Guerra, A Vitória, A Paz, Sobre a linha das montanhas do Brasil, Odisséia da paz, Sumé Pater Patrium: Sinfonia Amerindia. Stravinsky: Sinfonia di Salmi. Bernstein: Jeremiah, The Age of Anxiety, Kaddish.

## La sinfonia in Italia
La letteratura del passato particolarmente difficile da reperire, porta ad una difficoltà oggettiva di censire i maestri compositori che si sono cimentati nell'arte della sinfonia. Tra i maggiori compositori potremmo sicuramente citare Giovanni Sgambati, Pietro Floridia, Giuseppe Martucci.
- Giovanni Sgambati Sinfonia No. 1 in re maggiore, op. 11 (op.16 Schott) (1880-1881)
- Giovanni Sgambati Sinfonia No. 2 in mi bemolle maggiore op.40 (1883-1885)
- Pietro Floridia  Sinfonia No 1 in Re minore del 1889 premiata dalla Società del Quartetto di Milano.
- Giuseppe Martucci Sinfonia No 1 in re minore" 1895
- Giuseppe Martucci Sinfonia No 2 in fa maggiore"1904